# Griffin & Spalding
Griffin & Spalding was een warenhuis in de Engelse stad Nottingham. Later werd het onderdeel van de Debenhams-keten.

## Geschiedenis
De winkel werd in 1846 opgericht door de broers Edward en Robert Dickinson als een stoffenwinkel op de hoek van Market Street en Long Row. De winkel wisselde tussentijds van eigenaar voordat W. Griffin en J.T. Spalding de zaak in 1878 kochten. Spalding had zijn opleiding gevolgd bij het bekende Londense warenhuis Marshall & Snelgrove en had in 1888 de zaak voldoende laten groeien om de zaken uit te breiden door de naburige winkels in Market Street en Long Row te kopen. In 1924 werd de voorgevel van de winkel herbouwd door Bromley en Watkins met Portland-steen, waardoor de verschillende gebouwen die erachter lagen verborgen bleven (in 1978 waren er 37 handelsvloeren!).
De onderneming werd nog steeds geleid door de families Griffin en Spalding, waarbij William A. & Harold Spalding en Percy Griffin, de zonen van de oorspronkelijke eigenaren, de dagelijkse leiding hadden over de onderneming. Het bedrijf had een afdeling waar meubels, kleding en huishoudelijke artikelen werden verkocht. De eerste persoon die hen vertelde dat een concurrent een artikel goedkoper aanbood, kreeg 10 shilling. Een ander deel van de onderneming bestond uit het leveren van meubilair en inrichting aan bioscopen, met een fabriek aan de Rutland Street die interieurs leverde voor theaters als het Savoy (aan de Derby Road) en het Curzon (Mansfield Road).
In 1944 accepteerde de familie een aanbod van Debenhams, waarna het warenhuis tot 1973 onder de naam Griffin and Spalding bleef handelen. In 1973 werd de naam veranderd in Debenhams als onderdeel van een nationaal rebranding-programma. De winkel is drie keer gerenoveerd onder het beheer van Debenhams, eerst in 1951, gevolgd door 1988 en 1998, en maakte tot aan de ondergang nog steeds deel uit van de Debenhams-groep.